# 1914-es Giro d’Italia
Az 1914-es Giro d’Italia volt a 6. olasz kerékpáros körverseny. Május 24-én kezdődött és június 7-én ért véget. A verseny 8 szakaszból állt, ezek össztávja 3162 km volt. A végső győztes az olasz Alfonso Calzolari lett.

## Szakaszok
| Szakasz | Rajt     | Cél      | km  | Szakaszgyőztes      | Összetettben vezető |
| 1.      | Milánó   | Cuneo    | 420 | Angelo Gremo        | Angelo Gremo        |
| 2.      | Cuneo    | Lucca    | 340 | Alfonso Calzolari   | Alfonso Calzolari   |
| 3.      | Lucca    | Róma     | 430 | Costante Girardengo | Alfonso Calzolari   |
| 4.      | Róma     | Avellino | 365 | Giuseppe Azzini     | Alfonso Calzolari   |
| 5.      | Avellino | Bari     | 328 | Giuseppe Azzini     | Giuseppe Azzini     |
| 6.      | Bari     | L’Aquila | 428 | Luigi Lucotti       | Alfonso Calzolari   |
| 7.      | L'Aquila | Lugo     | 429 | Pierino Albini      | Alfonso Calzolari   |
| 8.      | Lugo     | Milánó   | 420 | Pierino Albini      | Alfonso Calzolari   |

## Végeredmény
|    | Versenyző         | Idő              |
| -- | ----------------- | ---------------- |
| 1. | Alfonso Calzolari | 135 óra 17' 56"  |
| 2. | Pierino Albini    | + 1 óra 57' 26"  |
| 3. | Luigi Lucotti     | + 2 óra 04' 23"  |
| 4. | Clemente Canepari | + 3 óra 01' 12"  |
| 5. | Enrico Sala       | + 3 óra 59' 45"  |
| 6. | Carlo Durando     | + 5 óra 12' 22"  |
| 7. | Ottavio Pratesi   | + 7 óra 20' 58"  |
| 8. | Umberto Ripamonti | + 17 óra 21' 08" |